# زملولانيات
الزملولانيات (الاسم العلمي: Exobasidiomycetidae) هي تحت طائفة من الفطريات تتبع طائفة الزملولانية من شعبة الدعاميات

## رتب
- الزملوليات